# Saturniinae
Saturniinae є підродиною родини Сатурнієві. Це середніх, або дуже великих розмірів метелики, з розмахом крил від 7,5 до 15 см. Відомо більш ніж 70 родів, які можна об'єднати в чотири основних і одну неповноцінну триби (Micragonini). Рід Adafroptilum на цей час має невизначений статус.

## Роди і відомі види
Триба Attacini
- Archaeoattacus
- Attacus
  - Attacus atlas
- Callosamia
  - Callosamia angulifera
  - Callosamia promethea
- Coscinocera
  - Coscinocera hercules
- Epiphora
- Eupackardia
- Hyalophora
  - Hyalophora euryalus
  - Hyalophora cecropia
  - Hyalophora gloveri
- Rothschildia Grote, 1896
  - Rothschildia jacobaeae
  - Rothschildia maurus
- Samia
  - Samia cynthia

Триба Bunaeini Packard, 1902
- Athletes
- Aurivillius
- Bunaea
  - Bunaea alcinoe
- Bunaeopsis
- Cinabra
- Cirina
- Eochroa
- Gonimbrasia
  - Gonimbrasia belina
- Gynanisa
- Heniocha
- Imbrasia
- Leucopteryx
- Lobobunaea
- Melanocera
- Nudaurelia
- Protogynanisa
- Pseudimbrasia
- Pseudobunaea
- Rohaniella
- Ubaena

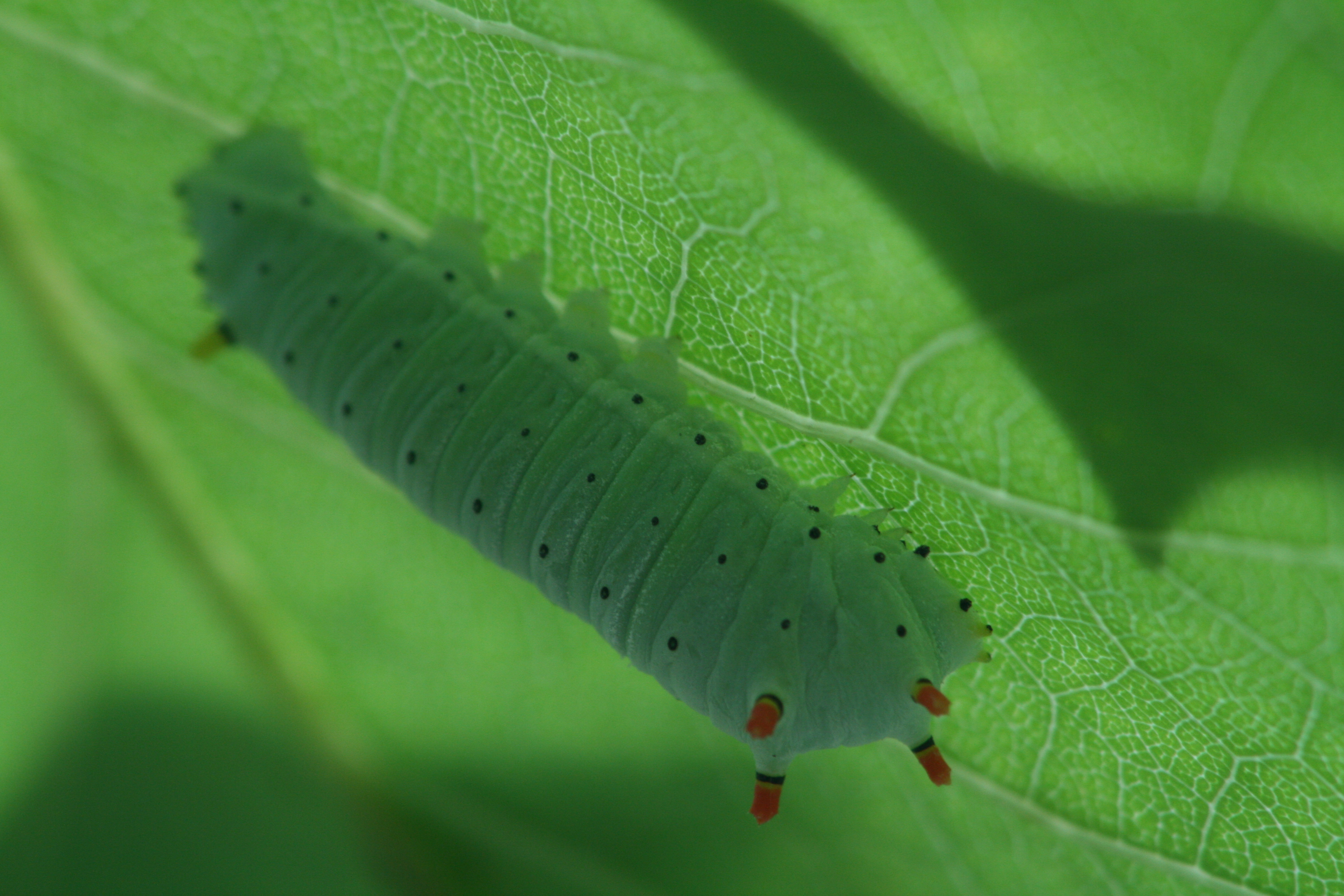
Callosamia angulifera гусениця (Attacini)

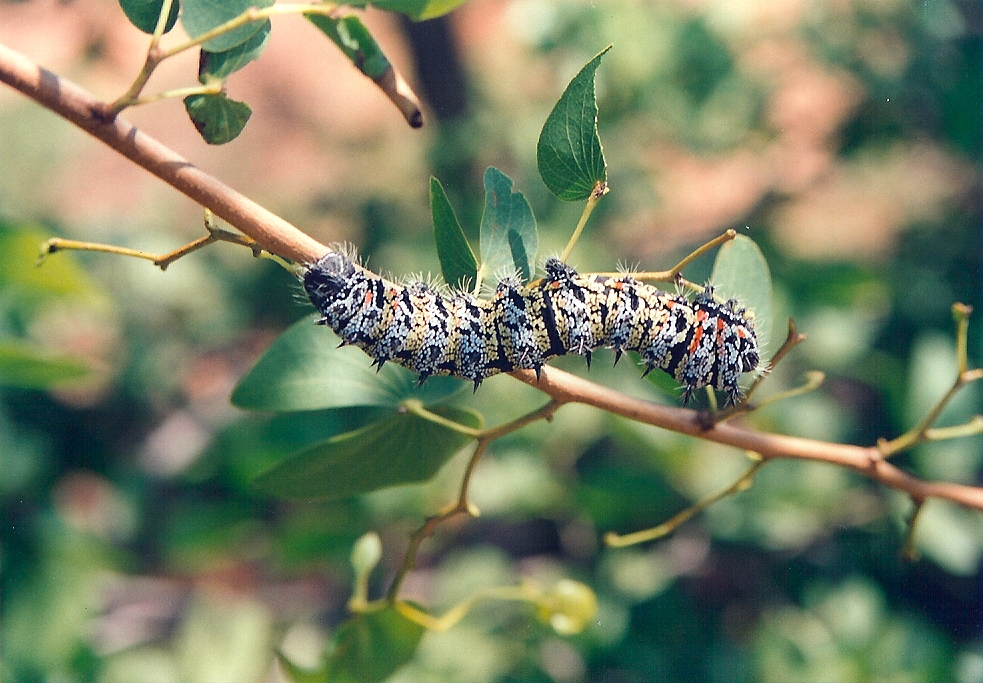
гусениця Gonimbrasia belina (Bunaeini)

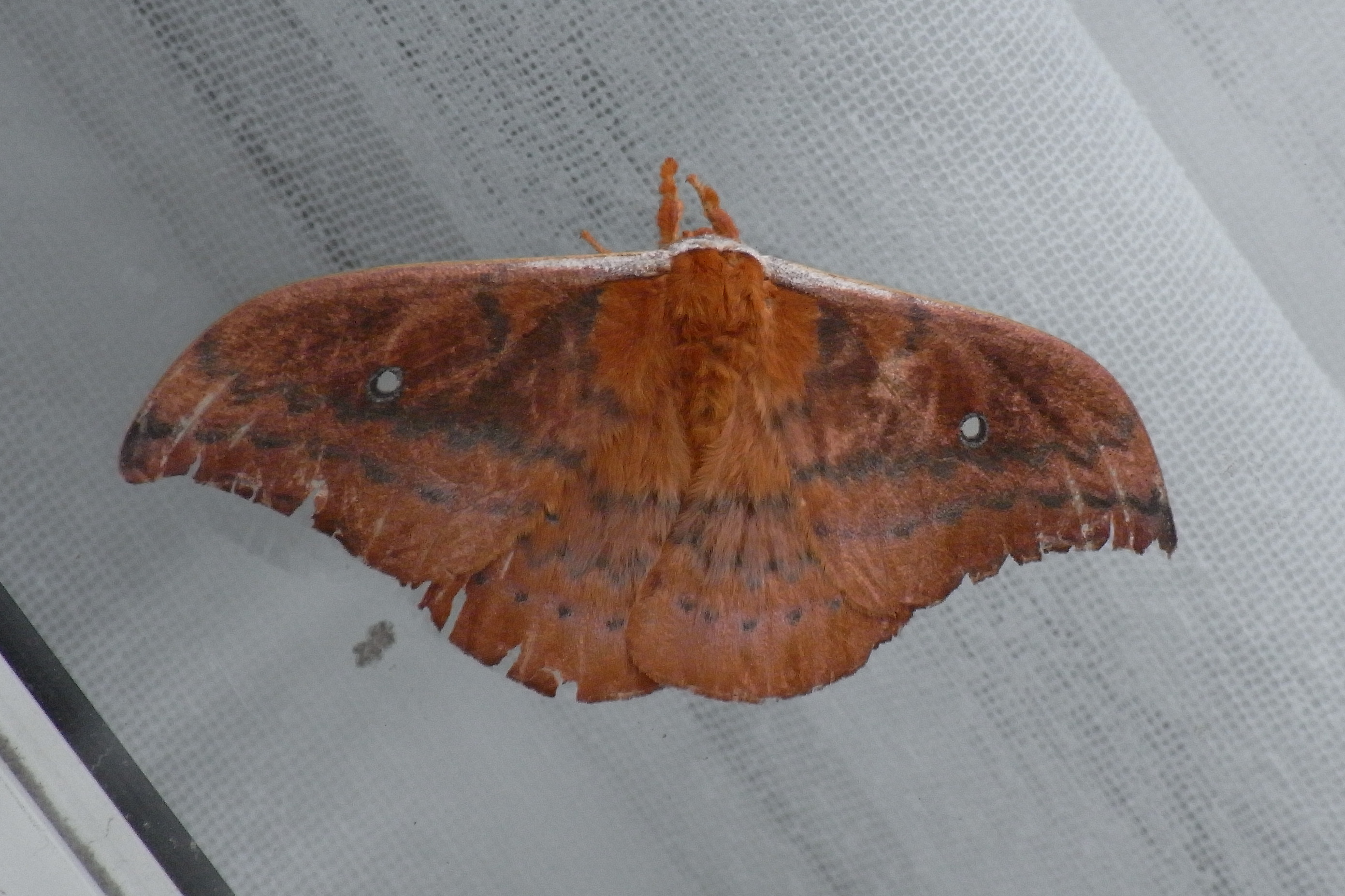
Syntherata janetta Saturniini.

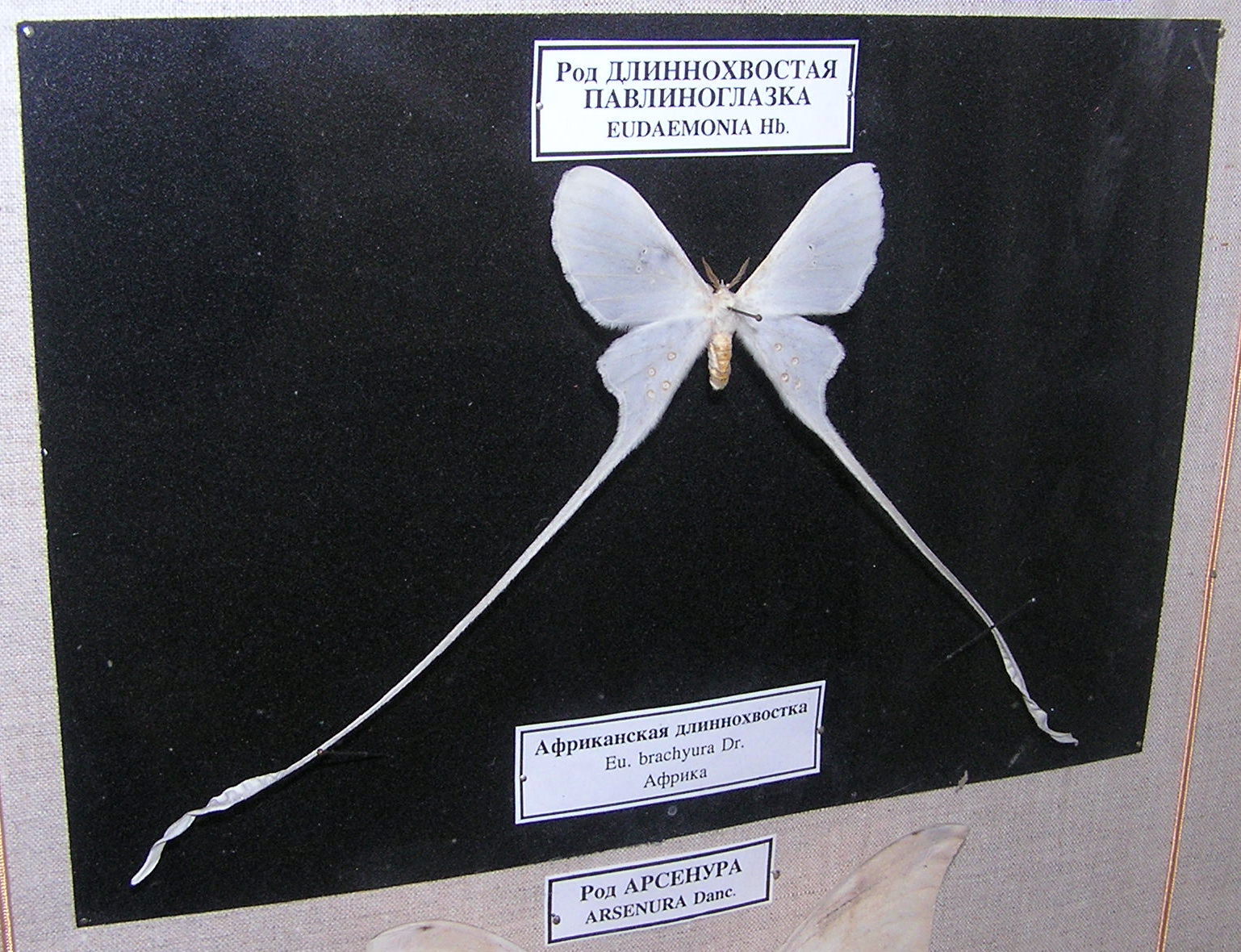
Eudaemonia brachyura (Urotini)

Триба Micragonini Cockerell in Packard, 1914
- Carnegia
- Decachorda
- Goodia
- Holocerina
- Ludia
- Micragone
- Orthogonioptelum
- Pseudoludia
- Vegetia

Триба Saturniini Boisduval, 1837
- Actias
- Agapema (деколи включають в Saturnia)
- Antheraea
  - Antheraea polyphemus
- Antheraeopsis
- Argema
  - Argema mimosae
  - Argema mittrei
- Caligula (деколи включають в Saturnia або Rinaca)
- Calosaturnia (деколи включають в Saturnia)
- Ceranchia
- Copaxa
- Cricula
- Eudia (деколи включають в Saturnia)
- Graellsia
- Lemaireia
- Loepa
  - Loepa katinka
- Loepantheraea
- Neodiphthera
- Neoris (можливо включають в Saturnia)
- Opodiphthera
- Pararhodia
- Perisomena (деколи включають в Saturnia)
- Rhodinia
- Rinaca
- Saturnia
  - Saturnia zuleika
- Solus
- Syntherata

Триба Urotini
- Antherina
- Antistathmoptera
- Eosia
- Eudaemonia
- Maltagorea
- Parusta
- Pselaphelia
- Pseudantheraea
- Pseudaphelia
- Sinobirma
- Tagoropsis
- Urota
- Usta

Incertae sedis
- Adafroptilum